# Muxaluando
Muxaluando – miasto w Angoli, w prowincji Bengo.